# Ptychadena straeleni
Ptychadena straeleni là một loài ếch trong họ Ptychadenidae.
Nó được tìm thấy ở Cameroon, Cộng hòa Trung Phi, Cộng hòa Dân chủ Congo, có thể cả Tchad, và có thể cả Sudan.
Các môi trường sống tự nhiên của chúng là xavan khô, xavan ẩm, đồng cỏ nhiệt đới hoặc cận nhiệt đới vùng ngập nước hoặc lụt theo mùa, đồng cỏ nhiệt đới hoặc cận nhiệt đới vùng đất cao, hồ nước ngọt, và đầm nước ngọt.